# Wojciech Marchewczyk
Wojciech Marchewczyk (ur. 23 kwietnia 1951 w Krakowie) – polski inżynier, dziennikarz i związkowiec, działacz opozycji demokratycznej w okresie PRL.

## Życiorys
Ukończył w 1976 studia na Wydziale Leśnym Akademii Rolniczej w Krakowie. W działalność opozycyjną zaangażował się pod koniec lat 60., w czasie marca 1968 brał udział w manifestacjach studenckich, dystrybuował też antypartyjne ulotki wśród młodzieży szkolnej. Uczestniczył w przemycie przez Tatry paryskiej „Kultury”. Był zatrzymywany przez funkcjonariuszy SB, przez kilkanaście lat objęty zakazem wyjazdów za granicę. W latach 1977–1984 pracował jako asystent w Akademii Górniczo-Hutniczej w Krakowie, przez dwa lata w międzyczasie był też dziennikarzem sportowym dziennika „Tempo”. Od 1977 współpracował z Komitetem Samoobrony Społecznej „KOR”. W 1980 brał udział w zakładaniu uczelnianych struktur „Solidarności” na AHG. Zajmował się kolportażem wydawnictw związkowych, organizował strajki wspierające postulat rejestracji Niezależnego Zrzeszenia Studentów. Po wprowadzeniu stanu wojennego był wśród organizatorów przewiezienie około dwustu studentów celem wsparcia strajku w Hucie im. Lenina. Współtworzył w czasie tego protestu Radio Wolna Polska. Po pacyfikacji strajku działał w podziemnych strukturach związku m.in. w ramach Regionalnej Komisji Wykonawczej Małopolska. Od 1982 do 1989 był wydawcą, komentatorem i redaktorem naczelnym drugoobiegowego pisma „Hutnik”, organizując kilkaset punktów jego dystrybucji. Redagował także „Obserwatora Wojennego”, współtworzył kilka podziemnych audycji radiowych. Był wielokrotnie zatrzymywany na 48 godzin, krótko internowany na okres od listopada do grudnia 1982, po odkryciu nielegalnej drukarni w 1983 pozostawał przez kilka miesięcy w ukryciu (m.in. u Barbary Zientarskiej). Był poszukiwany listem gończym, w kwietniu 1984 został tymczasowo aresztowany, w lipcu tego samego roku uzyskał zwolnienie na mocy amnestii. Utracił z przyczyn politycznych pracę, przez blisko dwa lata nie posiadał stałego zatrudnienia. Pod koniec lat 80. pracował w Zakładzie Zadrzewień, Zieleni i Rekultywacji Ligi Ochrony Przyrody.
W 1989 wszedł w skład krakowskiego Komitetu Obywatelskiego. Był rzecznikiem prasowym zarządu Regionu Małopolska reaktywowanej „Solidarności” i redaktorem naczelnym pisma związkowego „Tygodnik Solidarność Małopolska” oraz dziennika „Depesza”, a także kierownikiem oddziału dziennika „Nowy Świat”. Od 1990 do 1995 pełnił funkcję wiceprezesa zarządu głównego Stowarzyszenia Dziennikarzy Polskich. Był doradcą przewodniczącego krakowskiej rady miasta oraz marszałka małopolskiego. Przez kilkanaście lat zajmował stanowisko dyrektora zarządu Krakowskiej Fundacji Dziennikarzy Merkuryusz. W latach 2004–2008 był wiceprezesem zarządu Klubu Sportowego Cracovia.
Na początku lat 90. należał do Porozumienia Centrum. Od 2001 krótko działał w Platformie Obywatelskiej.

## Odznaczenia i wyróżnienia
W 2012 prezydent Bronisław Komorowski odznaczył go Krzyżem Komandorskim Orderu Odrodzenia Polski. W 2006 otrzymał Srebrny Krzyż Zasługi, a w 2018 Krzyż Wolności i Solidarności. W 2010 wyróżniony medalem „Niezłomnym w słowie”.

## Życie prywatne
Syn Czesława Marchewczyka, hokeisty i olimpijczyka, oraz Ireny. Brat Jacka Marchewczyka, lekarza i działacza opozycji w PRL, oraz Rafała Marchewczyka, dyrygenta i muzyka.